# Alto Abedules
Alto Abedules és una muntanya situada al municipi cantàbric de l'Hermandad de Campoo de Suso, en la frontera entre el riu Fuentes i el riu Queriendo, a Espanya. A un punt destacat de la muntanya hi ha un vèrtex geodèsic anomenat Abedules, que marca una altitud de 1.403,90 msnm a la base del pilar. S'hi pot arribar des de les localitats d'Argüeso o de Bárcena Mayor (Los Tojos).